# James Bunten
James Clark Bunten (* 28. März 1875 in Glasgow; † 3. Juni 1935 ebenda) war ein britischer Segler aus Schottland.

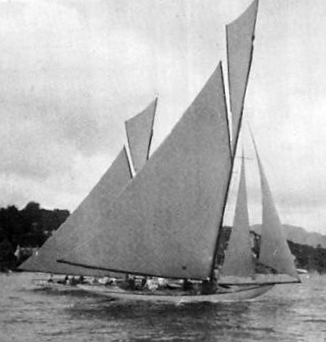
Hera und Mouchette während der olympischen Regatta 1908

## Erfolge
James Bunten, der beim Royal Clyde Yacht Club segelte, wurde 1908 in London bei den Olympischen Spielen in der 12-Meter-Klasse Olympiasieger. Bei der auf dem Firth of Clyde in Schottland ausgetragenen Regatta traten lediglich die beiden britischen Boote Hera und Mouchette in zwei Wettfahrten gegeneinander an. Die Hera, zu deren Crew Bunten gehörte, gewann beide Wettfahrten, sodass neben Bunten und Skipper Thomas Glen-Coats auch die übrigen Crewmitglieder John Aspin, John Buchanan, David Dunlop, Arthur Downes, John Downes, John Mackenzie, Albert Martin und Gerald Tait die Goldmedaille erhielten.
Von Beruf war Bunten Maschinenbauingenieur.